# Dálnice A2 (Rakousko)
Dálnice A2, někdy nazývána jako Jižní dálnice (německy Autobahn A2 nebo Süd Autobahn), je 377 kilometrů dlouhá rakouská dálnice. Je nejdelší dálnicí v zemi. Začíná ve Vídni a pokračuje nejprve jižním a poté západním až jihozápadním směrem přes Štýrský Hradec, Klagenfurt a Villach na italské hranice, kde se u Arnoldsteinu napojuje na italskou dálnici A23 směr Palmanova. Jde o velmi vytíženou a využívanou spojnici ze střední Evropy do Středomoří.
Její výstavba byla zahájena v roce 1959 a první úsek byl zprovozněn 26. května 1962 mezi Vösendorfem a Leobersdorfem. Dálnice A2 byla dokončena otevřením úseku mezi křižovatkami Völkermarkt-West a Klagenfurt-Ost 25. listopadu 1999. 
Trasa dálnice se jižně od Vídeňského Nového Města výrazně odchyluje od původní hlavní silnice z Vídně do Štýrska a Korutan, která vedla přes Bruck nad Murou a Judenburg (dnešní rychlostní silnice S6 a S36). Takto se dálnice vyhýbá Alpám a lépe obsluhuje jihovýchodní rakouské pohraničí a druhé největší rakouské město Štýrský Hradec.

## Dálniční křižovatky
- Wien-Inzersdorf (km 0–2) – dálnice A23 (E59, E60)
- Vösendorf (km 4) – dálnice A21 (E60) a rychlostní silnice S1
- Guntramsdorf (km 15) – dálnice A3
- Wiener Neustadt (km 47) – rychlostní silnice S4
- Seebenstein (km 57) – rychlostní silnice S6
- Graz-Ost (km 179) – dálniční přivaděč A2
- Graz-West (km 185) – dálnice A9 (E57, E59)
- Klagenfurt-Nord (km 312) – rychlostní silnice S37
- Klagenfurt-West (km 317) – dálniční přivaděč A2
- Villach (km 345) – dálnice A10 (E55, E66) a dálnice A11 (E61)